# اسوتلانا شیمکووا
اسوتلانا شیمکووا (انگلیسی: Svetlana Shimkova؛ زادهٔ ۱۸ سپتامبر ۱۹۸۳) وزنه‌بردار زن اهل روسیه است.
وی در مسابقات کشوری و بین‌المللی در مجموع برندهٔ ۳ مدال طلا، ۲ مدال نقره شده‌است.